# Végálláskapcsoló

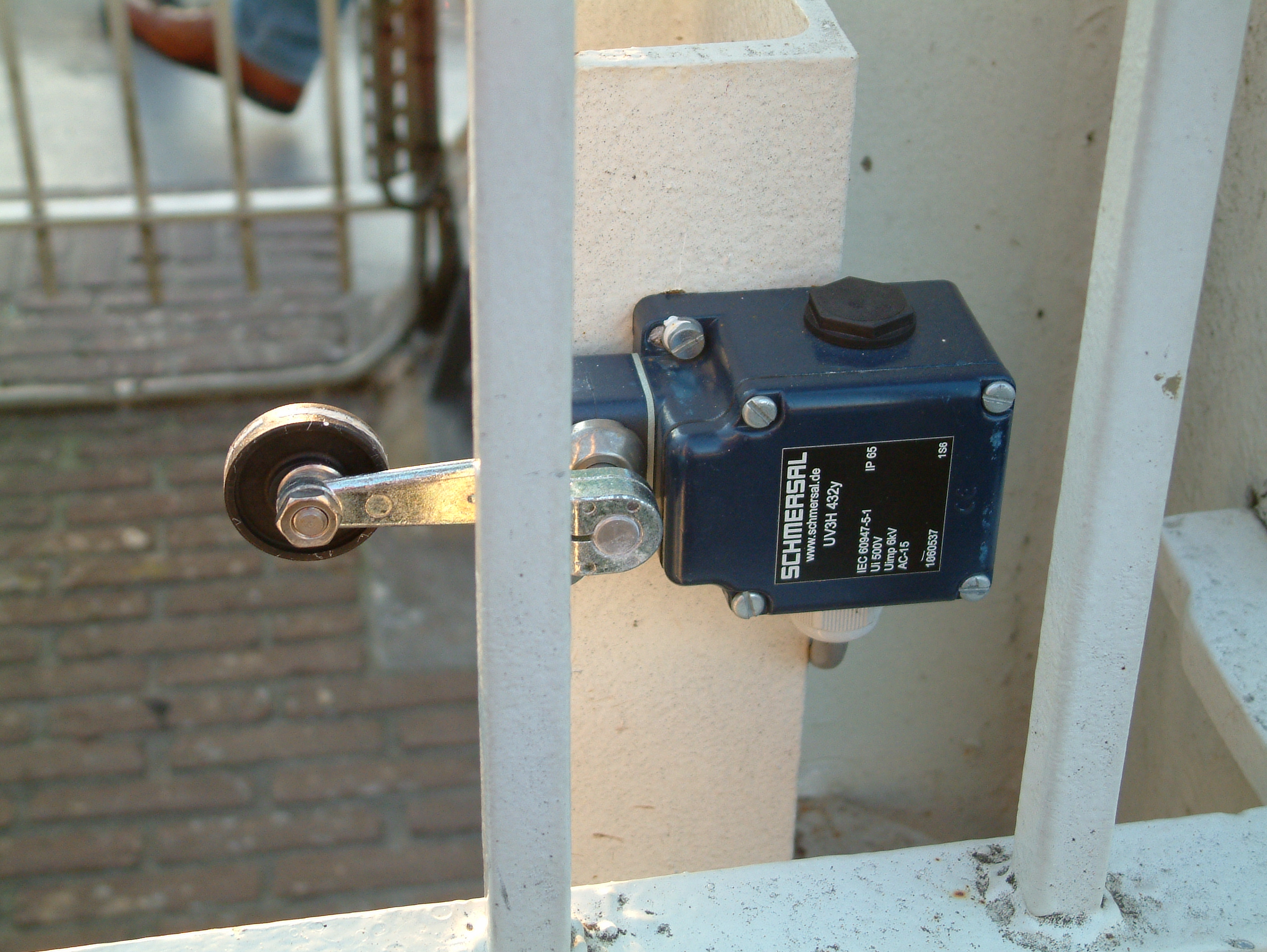
A végálláskapcsoló görgős kar üzemben; ez telepítve van egy kapuhoz egy zsilipnél, és jelzi a kapunak a helyzetét – ez úgymond egy ellenőrzési rendszert képez

Az elektrotechnikában a végálláskapcsoló olyan kapcsoló, ami egy mozgó alkatrész, vagy egy mozgó tárgy a segítségével működik.
A végálláskapcsolót vezérlésére alkalmazzák, és a gépek az ellenőrzési rendszerét alkotják. A végálláskapcsoló egy elektromechanikus eszköz, amely tartalmaz egy indítószerkezetet és mechanikusan kapcsolódik egy bizonyos tárgyhoz. Ha egy tárgy kapcsolatba kerül a működtetővel, a vezérelt készülék működésbe lép vagy lekapcsol, ebben az esetben a végálláskapcsoló nyitja vagy zárja az elektromos érintkezőit. 
A végálláskapcsolókat különféle területeken használják, mint például külső környezetben, mert a jó tűrőképessége, könnyű telepítési lehetősége és megbízható a működése. A végálláskapcsoló telepítésénél néhány fontos szempont: futólagos helymeghatározás, és végül egy mozgó tárgy (például egy ajtó), ezeket a szempontokat vették figyelembe először egy objektum mozgáshatárának meghatározásakor, innen ered a „végálláskapcsoló” elnevezés.

## Fordítás
- Ez a szócikk részben vagy egészben  a   Limit switch című angol Wikipédia-szócikk ezen változatának fordításán alapul.  Az eredeti cikk szerkesztőit annak laptörténete sorolja fel. Ez a jelzés csupán a megfogalmazás eredetét és a szerzői jogokat jelzi, nem szolgál a cikkben szereplő információk forrásmegjelöléseként.